# Seconde guerre de l'opium
 (décembre 2019).
Guerres de l'opium
Batailles
- Bogue
- Bataille des forts de la Rivière des Perles
- Canton (1re)
- Fatshan Creek
- Canton (2e)
- Forts de Taku (1re)
- Forts de Taku (2e)
- Forts de Taku (3e)
- Zhangjiawan
- Palikao

La seconde guerre de l'opium, est une guerre coloniale qui a duré de 1856 à 1860 et qui a opposé l’Empire britannique, la France, soutenus par les États-Unis et la Russie, à la dynastie chinoise Qing.
Cette guerre est considérée comme le prolongement de la première guerre de l'opium (1839-1842), lors de laquelle ces puissances souhaitent imposer à la dynastie Qing l'autorisation du commerce de l'opium, d'où le nom qui lui a été attribué.
Le conflit débute par une première série d’affrontements qui se termine par le traité de Tientsin de juin 1858. En juin 1859, les hostilités entre l’Angleterre, la France et la Chine reprennent et une expédition conjointe est organisée. Le 8 avril 1860, la guerre est déclarée officiellement. Les combats durent d'août à octobre 1860, et les 24-25 octobre 1860, le traité de Pékin est signé, mettant un terme à la seconde guerre de l’opium .

## Contexte historique
En 1729, la dynastie Qing interdit l’importation d’opium en Chine. En 1757, la Compagnie britannique des Indes orientales acquiert des droits de culture de l’opium au Bengale et en 1765, les droits britanniques de culture de l’opium sont étendus au Bihar.

### Première guerre de l’opium (1839-1842)
En 1816, la Compagnie britannique des Indes orientales développe le commerce de l’opium en Chine. Le 5 janvier 1840, le gouverneur général Lin Zexu ordonne la fermeture du port de Canton, point d'entrée principal du trafic de l'opium britannique. De 1839 à 1842, les chinois et les britanniques s'affrontent militairement dans ce qui deviendra la première guerre de l'opium. Ce conflit se soldera par une victoire britanniques et la signature le 29 août 1842, du traité de Nankin.

## Seconde guerre de l’opium (1856-1860)
- 8 octobre 1856, incident de l’Arrow : la police chinoise arrête à Canton l’équipage chinois d'un navire accusé de piraterie. Le consul britannique prétend mensongèrement que le bateau arborait le drapeau britannique, qu’il était enregistré à Hong Kong et que la Chine n’avait donc pas le droit d’interpeller qui que ce soit à bord. Le gouverneur chinois Ye Mingchen choisit l’apaisement en faisant libérer les captifs mais une flotte de guerre britannique est tout de même dépêchée pour soumettre Canton à coups de canon. La ville est soumise à d'intenses bombardements pendant trois semaines.
- 23 octobre 1856 : 5 000 soldats britanniques investissent Canton.
- 1857 : bombardement de Canton par les Britanniques et les Français.
- Mai 1858 : bombardement naval des forts du Peï-Ho qui protègent l'accès à Pékin.
- 1858 : traité de Tianjin.
- 24 juin 1859 : les forces franco-britanniques tentent de pénétrer dans Tianjin et se font refouler.
- 17 juillet 1860 : les armées britannique et française débarquent sur le sol chinois.
- 21 août : prise des forts du Peï-Ho.
- 2 septembre : les armées britannique et française prennent Tianjin.
- 5 octobre : les armées britannique et française campent sous les murailles de Pékin, et vont piller le « Palais d’Été ».
- 13 octobre : la ville de Pékin tombe et est pillée à son tour.
- 18 octobre : le « Palais d'Été » est incendié par les Britanniques.
- 24 octobre : convention de Pékin.

## Contexte préliminaire à la seconde guerre
Le traité de Nankin en 1842, faisant suite à la première guerre de l'opium, laisse cinq ports à disposition des Occidentaux pour le commerce.
Malgré cet accord, les puissances européennes, dont la balance commerciale est largement déficitaire, désirent étendre leur commerce vers le Nord et vers l’intérieur de la Chine.
Les revenus du commerce de drogue sont considérables pour la couronne britannique ; ils servent notamment à maintenir à flot l’appareil étatique en Inde, où la plus grande partie de l’opium est produite.
Par ailleurs, le commerce de l'opium est toujours illégal en Chine. Cependant, le vice-roi de la ville de Canton le pratique tout en faisant condamner à mort les étrangers accusés de ce commerce. C'est ainsi que la France et les États-Unis demandent, en 1854, des révisions dans le traité de Huangpu et le traité de Wanghia. Le Royaume-Uni fait la même demande, citant les articles sur le « traitement égalitaire » dans les statuts des nations les plus favorisées.
En 1854, les ministres européens et américains contactent de nouveau les autorités chinoises et demandent des révisions des traités :
1. Pouvoir pénétrer sans réaction d'hostilité dans Canton ;
2. Pouvoir étendre le commerce à la Chine du Nord et le long du fleuve Yangzi ;
3. Légaliser le commerce de l’opium, qui était toujours illicite ;
4. Traiter directement avec la cour à Pékin (volonté des Occidentaux).

La cour impériale de la dynastie Qing rejette alors les demandes de révision du Royaume-Uni, de la France et des États-Unis. Dès lors, les puissances occidentales cherchent d'autres moyens pour arriver à rééquilibrer une balance commerciale très déficitaire.

## La guerre
Les puissances occidentales estiment que seule la guerre peut amener l'Empire chinois à changer de position. Dès lors, le gouvernement anglais compte sur un événement qui pourrait servir de prétexte au déclenchement du conflit. Cet événement a lieu le 8 octobre 1856, lors de l'incident de l’Arrow. Des officiers chinois de Ye Mingchen abordent l’Arrow, un navire préalablement pirate revendu puis enregistré à Hong Kong sous pavillon britannique, mais dont l'enregistrement a expiré. Ils confisquent la cargaison d'opium, capturent 12 des 14 hommes d’équipage et les emprisonnent.
Les Britanniques demandent alors officiellement la relaxe de ces marins. Ye en libère neuf mais refuse de libérer les trois derniers malgré l'insistance des Britanniques, faisant valoir la promesse faite par l'empereur de la protection des navires britanniques. Les Britanniques évoquent ensuite l’insulte faite au drapeau britannique par les soldats chinois, rapportée par Thomas Kennedy, qui est à bord d'un navire voisin au moment de l'incident et déclare avoir vu les soldats chinois descendre et mettre à terre le pavillon britannique au moment de l'intervention.

### La première partie de la guerre

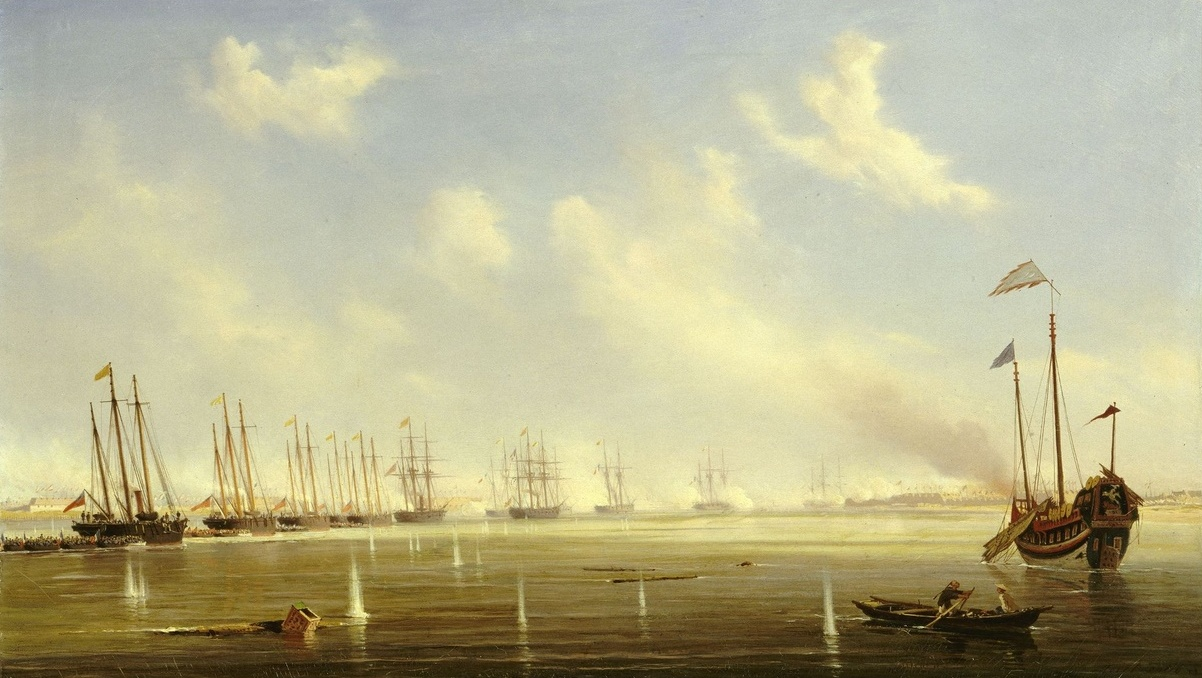
Attaque et prise des forts du Peï-Ho, le 20 mai 1858.

Bien qu'affaiblis par une mutinerie difficile à réprimer aux Indes, la révolte des Cipayes (1857-1858), les Britanniques répondent à l’incident de l’Arrow en 1857 en attaquant Canton depuis la rivière des Perles. Ye Mingchen, alors gouverneur des provinces du Guangdong et du Guangxi, ordonne aux soldats chinois en poste dans les forts de ne pas résister. Après avoir pris sans difficulté le fort voisin de Canton, l’armée britannique attaque la ville elle-même. Les navires de guerre américains, y compris l'USS Levant, bombardent Canton. Les habitants ainsi que les soldats résistent à l'attaque et forcent les assaillants à battre en retraite vers Humen.
Le Parlement britannique décide d'obtenir coûte que coûte réparation de la part de la Chine pour l’incident de l’Arrow, et le gouvernement britannique demande à la France, aux États-Unis et à la Russie de s’allier à elle.
L’exécution du missionnaire des MEP Auguste Chapdelaine par les autorités locales chinoises en février 1856 (incident dit du père Chapdelaine), dans la province du Guangxi, incite la France à rejoindre les Britanniques dans leur expédition punitive. Les Américains et les Russes offrent leur aide aux Britanniques et aux Français mais, finalement, ne les aident pas militairement.
Les Britanniques et les Français désignent des ministres plénipotentiaires chargés des négociations avec les Chinois. Le représentant britannique est Lord Elgin, l'ambassadeur français le baron Gros.
Ye Mingchen est capturé et Baigui, le gouverneur de Canton, se rend. Un comité mixte de l’Alliance est formé. Baigui est maintenu à son poste originel pour maintenir l’ordre au nom de l’Alliance. L’Alliance maintient Canton sous son contrôle pendant près de quatre ans. Ye Mingchen est exilé à Calcutta, en Inde, où il meurt un an plus tard.
La coalition se dirige ensuite vers le nord pour prendre les forts de Dagu, qui défendent l'embouchure de la rivière Hai He en aval de Tianjin, en mai 1858.
L'enseigne de vaisseau Henri Rieunier (1833-1918), de l'artillerie de marine, assiste à toutes les opérations de la première partie de la guerre de Chine, ses écrits exceptionnels sont conservés et relatent les évènements, comme suit :

« L'aviso Marceau participe à la prise d'assaut de Canton, grand port de la Chine méridionale, le 28 décembre 1857 par les flottes combinées de l'Angleterre et de la France, à la suite d'attaques contre des navires marchands anglais. Le 20 février à Canton, Henri Rieunier embarque sur la canonnière la Mitraille dont il dirige les batteries d'artillerie. Le 16 mars 1858, l'amiral de Genouilly, avec l'escadre quitte Canton pour la Chine du nord. Le 20 mai 1858, agissant de concert avec les Anglais, il s'empare des forts de Ta-Kou à l'embouchure du Peï-ho dans le Petchili avant de remonter le Peï-ho jusqu'à Tien-Tsin en direction de Pékin. La Mitraille dont l'équipage fut décimé - deux officiers tués, un blessé - participe à leur attaque et à leur prise. Henri Rieunier fut chargé de miner et de faire sauter le fort sud de l'embouchure de Peï-ho, en juin 1858.
La route de Pékin ouverte, le gouvernement chinois signe à Tien-Tsin les 27 et 28 juin 1858 avec l'Angleterre et la France, les traités qui mirent fin à la première expédition de Chine de la 2e guerre de l'opium. L'affaire de Chine étant ou paraissant réglée, l'amiral Rigault de Genouilly porte ses forces sur la Cochinchine… etc. »

### Le traité de Tianjin
En juin 1858, le traité de Tianjin conclut la première partie de la guerre à laquelle la France, la Russie et les États-Unis sont parties prenantes. Ce traité ouvre onze ports supplémentaires au commerce occidental. Mais, dans un premier temps, les Chinois refusent de le ratifier.
Les points principaux du traité sont :
1. Le Royaume-Uni, la France, la Russie et les États-Unis auront le droit d’établir des missions diplomatiques à Pékin, jusque-là, cité interdite ;
2. Dix ports chinois supplémentaires seront ouverts au commerce étranger, y compris Niuzhuang, Danshui, Hankou et Nankin ;
3. Le droit pour tous les navires étrangers, y compris les navires commerciaux, de naviguer librement sur le Yangzi Jiang ;
4. Le droit pour les étrangers de voyager dans les régions intérieures de la Chine dont ils étaient jusqu’à présent bannis ;
5. La Chine doit payer une indemnité au Royaume-Uni et à la France de deux millions de taels d’argent chacune ;
6. La Chine doit payer une indemnité aux marchands britanniques de deux millions de taels d’argent pour la destruction de leurs propriétés.

Les négociations se poursuivent et, en novembre 1858, le gouvernement central accepte de légaliser le commerce de l’opium : en 1886, ce commerce porte sur 180 000 caisses (environ 10 000 tonnes). Dès 1878, on estime à environ cent millions le nombre de consommateurs d'opium en Chine (occasionnels ou réguliers).
Les Chinois acceptent que les droits de douane soient extrêmement faibles et que la gestion des douanes passe sous contrôle étranger.
La ratification a lieu plus d'un an après. Le gouvernement chinois laisse traîner les choses et les Britanniques et Français ont recours à la force pour aller plus vite : 11 000 Britanniques et 7 000 Français s’embarquent sur les eaux chinoises.

### Le traité d'Aigun avec la Russie
Le 28 mai 1858, le traité d'Aigun est signé avec la Russie pour réviser les frontières entre la Chine et la Russie telles qu’elles avaient été définies par le traité de Nertchinsk en 1689.
Les Russes s’étendent vers la Chine, car ils ne peuvent s’étendre vers le Proche-Orient, la guerre de Crimée ayant été perdue en 1856. Il y a très longtemps que Russes et Chinois s’étaient entendus sur des frontières communes. Par la suite, les Russes avaient essayé de repousser les frontières (au-delà du fleuve Amour, en chinois Heilong Jiang) et avaient installé deux forts. Les Russes profitent de la deuxième guerre de l'opium pour consolider leur avancée. Ils collaborent en sous-main avec Français et Britanniques et se posent en médiateur. La Russie gagne la rive gauche du fleuve ainsi que le contrôle d’un territoire hors gel le long de la côte Pacifique, où elle fonde la ville de Vladivostok (le souverain de l’Est) (anciennement Haishenwei), en 1860.
Les Russes ont les mêmes privilèges que les autres pays et la Chine reconnaît formellement leur annexion de plus d'un million de kilomètres carrés de territoires.

### La seconde partie de la guerre

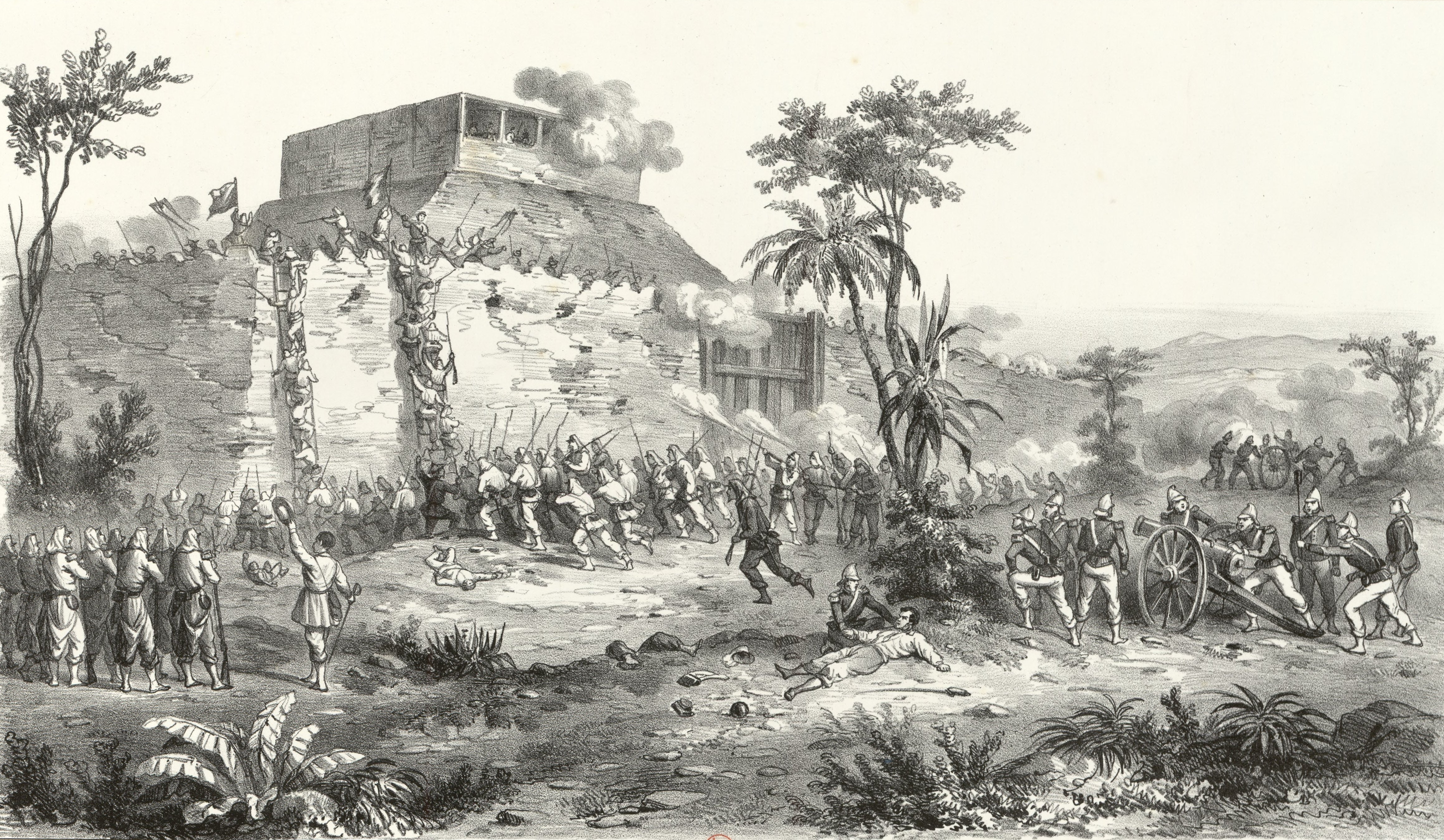
Prise des forts du Peï-Ho le 21 août 1860.

En 1859, après le refus de la Chine d’autoriser l’établissement d’ambassades à Pékin, comme stipulé dans le traité de Tianjin, une force navale sous le commandement de l’amiral Sir James Hope (en) encercle les forts gardant l’embouchure de la rivière Hai He, mais subit des dommages et fait retraite sous la couverture d’un escadron naval commandé par Josiah Tattnall.
La force française arrive devant Pékin le 7 octobre 1860 au soir, suivie par les Britanniques le lendemain. Nommant son frère, le prince Gong (en) comme négociateur, l’empereur chinois Xianfeng se réfugie dans son palais d’été de Chengde. Les troupes franco-britanniques pillent et saccagent le Palais d'Été ultérieurement, dès le 7 au soir, avant qu'il ne soit incendié le 18 octobre par les Anglais en représailles à la torture et à l'exécution d'une vingtaine de prisonniers européens et indiens (dont deux envoyés et un journaliste britannique du journal The Times). L'incendie dure trois jours et le vieux palais d'été est totalement détruit. La majeure partie des trésors s'y trouvant sont préalablement répertoriés par le général français et son homologue britannique, et rapportés à Paris et Londres pour entrer dans des collections d'État ou des ventes aux enchères. Cependant, Pékin elle-même n'est pas prise, les troupes restant cantonnées en-dehors de la ville.

## La convention de Pékin
Après la fuite de Pékin de l’empereur Xianfeng et de sa suite, en juin 1858, le traité de Tianjin est finalement ratifié par le frère de l’empereur, le prince Gong, lors de la convention de Pékin le 18 octobre 1860, mettant un terme à la seconde guerre de l’opium.
Le commerce de l’opium est légalisé et les chrétiens voient leurs droits civils pleinement reconnus, incluant le droit de propriété privée et celui d’évangéliser.
La convention de Pékin inclut :
1. La reconnaissance par la Chine de la validité du traité de Tianjin ;
2. L’ouverture de Tianjin en tant que port commercial, destiné au commerce avec Pékin ;
3. La cession du district de Kowloon au Royaume-Uni ;
4. La liberté de culte en Chine. Les missionnaires catholiques français ont le droit d’acheter des terres et de construire des églises ;
5. L’autorisation pour les navires britanniques d’emmener de la main-d’œuvre chinoise à l'étranger pour remplacer les esclaves récemment affranchis. Ces coolies partiront pour les mines ou les plantations de Malaisie, d’Australie, d’Amérique latine, des États-Unis ;
6. Le paiement aux Britanniques et aux Français d’une indemnité augmentée à huit millions de taels d’argent chacun.

## Les conséquences
Les conséquences de la seconde guerre de l’opium sont :
Sur le plan économique, l’empire doit donner de grosses sommes d’argent aux pays contre lesquels il a été en guerre. De plus, la balance commerciale du pays est devenue déficitaire, car le prix très bas des exportations de thé ne suffit plus à équilibrer l’argent que les Chinois doivent payer pour acheter l’opium qui est vendu très cher. Durant les guerres de l’opium, les Russes profitent du chaos régnant dans le pays pour envahir quelques territoires chinois. La Chine doit verser 50 millions de roubles au tsar pour récupérer ces terres.
La Chine est considérablement affaiblie par les deux guerres qui viennent de la ravager, mais aussi la révolte des Taiping qui continue à faire rage jusqu'en 1864. Les puissances de l’époque en profitent pour s'emparer de territoires. Ainsi, la Chine perd l’Annam au profit de la France, la Corée devient indépendante, suivie par beaucoup d’autres régions du grand empire chinois.
Sur le plan culturel, les pays qui ont gagné la guerre ont pillé de nombreux trésors comme les objets du « Palais d’Eté », qui, sur ordre de Lord Elgin, a même été brûlé par l'armée anglaise par la suite.
Sur le plan sociétal, les pays vainqueurs peuvent imposer l'importation et la consommation de l'opium, ce qui fait que la consommation sort de la clandestinité.
La Chine vit une période difficile à surmonter et l’impératrice Cixi décide qu’il est temps que la Chine commence à se moderniser en prenant exemple sur les pays plus développés. Elle s’industrialise, commence à créer des armes, ses ports se développent et les bateaux à vapeur apparaissent, les lignes de chemin de fer arrivent dans le pays… Une des conséquences principales de la deuxième guerre de l’opium est donc la modernisation de la Chine, qui s’ouvre alors sur le monde extérieur, ce qui lui permet de se développer.
L’empire chinois perd donc toute sa puissance à cause des guerres de l’opium. Leurs conséquences sont catastrophiques pour le pays, qui mettra des décennies à s’en remettre.

## Reportages photographiques
Cette guerre est l'une des premières guerres à être suivie et documentée par des photographes, parmi lesquels Felice Beato, le britannique John Papillon et le français Antoine Fauchery.